# Estación de Três Lagoas
La Estación Ferroviaria de Três Lagoas fue una construcción destinada al embarque o desembarque de pasajeros de trenes y, en segundo término, a la carga y descarga de mercancías transportadas. Usualmente consistía en un edificio para pasajeros (y posiblemente para cargas también), además de otras instalaciones asociadas al funcionamiento del ferrocarril. 

## Historia
La estación de Três Lagoas fue inaugurada el 31 de diciembre de 1912 y fue una de las primeras estaciones en ser finalizadas en el entonces estado de Mato Grosso. Forma parte de la línea Y. F. Itapura-Corumbá, que fue abierta también desde el 1912. A pesar de esto, por dificultades técnicas y financieras, había cerca de 200 km de raíles pendientes de ser colocados (tramos Jupiá-Agua Clara y Pedro Celestino-Porto Esperanza), algo que no ocurrió hasta octubre de 1914. Cuatro años antes, en 1910, la futura estación fue el detonante para la fundación de la ciudad de Três Lagoas, que nacía con el tren. En 1917 el ferrocarril es fundido en el tramo del Ferrocarril Noroeste de Brasil (NOB), que era el tramo paulista Bauru-Itapura.
Cerca de tres edificios diferentes fueron finalizados para esta estación que afianzó un municipio que estaba creciendo con el ferrocarril. Años después, en 1952, es finalizada la conexión hasta la ciudad de Corumbá, en la frontera con Bolivia y al año siguiente es concluido el ramal ferroviario de Ponta Porã con la inauguración de la estación de la ciudad homónima. En 1975 la línea es incorporada como una subdivisión de la RFFSA. En 1984 la estación seguía operando con una gran cantidad de operaciones.
En 1996 el ferrocarril es finalmente privatizado y entregado en concesión de la Novoeste. En 2005 la estación seguía en actividad como oficina de la Novoeste, incluyendo noticias y boletines del ferrocarril. La plataforma de maniobras todavía sigue en funcionamiento con un taller para reparaciones.
Desde 2006 la concesión pertenece a la ALL y en 2010 comenzó la construcción de una variante que pasará fuera de la ciudad.